# Georg Sitzlack
Georg Sitzlack (* 17. November 1923 in Berlin; † 2. April 2006) war Präsident des                                                                                                                                                                                       Staatlichen Amtes für Atomsicherheit und Strahlenschutz beim Ministerrat der DDR.

## Leben
Georg Sitzlack besuchte die Volks- und die Oberschule. Während des Zweiten Weltkriegs leistete er Kriegsdienst in der Wehrmacht. Er studierte Medizin und promovierte 1954 an der Humboldt-Universität zu Berlin mit der Arbeit Über die mathematischen Unterlagen für die haptischen Scheinbewegungen. 1966 habilitierte er an der Akademie für Ärztliche Fortbildung der DDR mit einer Schrift über Die Prüfung der Beeinflussung der Sinnesorgane durch energiereiche Strahlung als spezielles Verfahren der strahlungsmedizinischen Diagnostik.

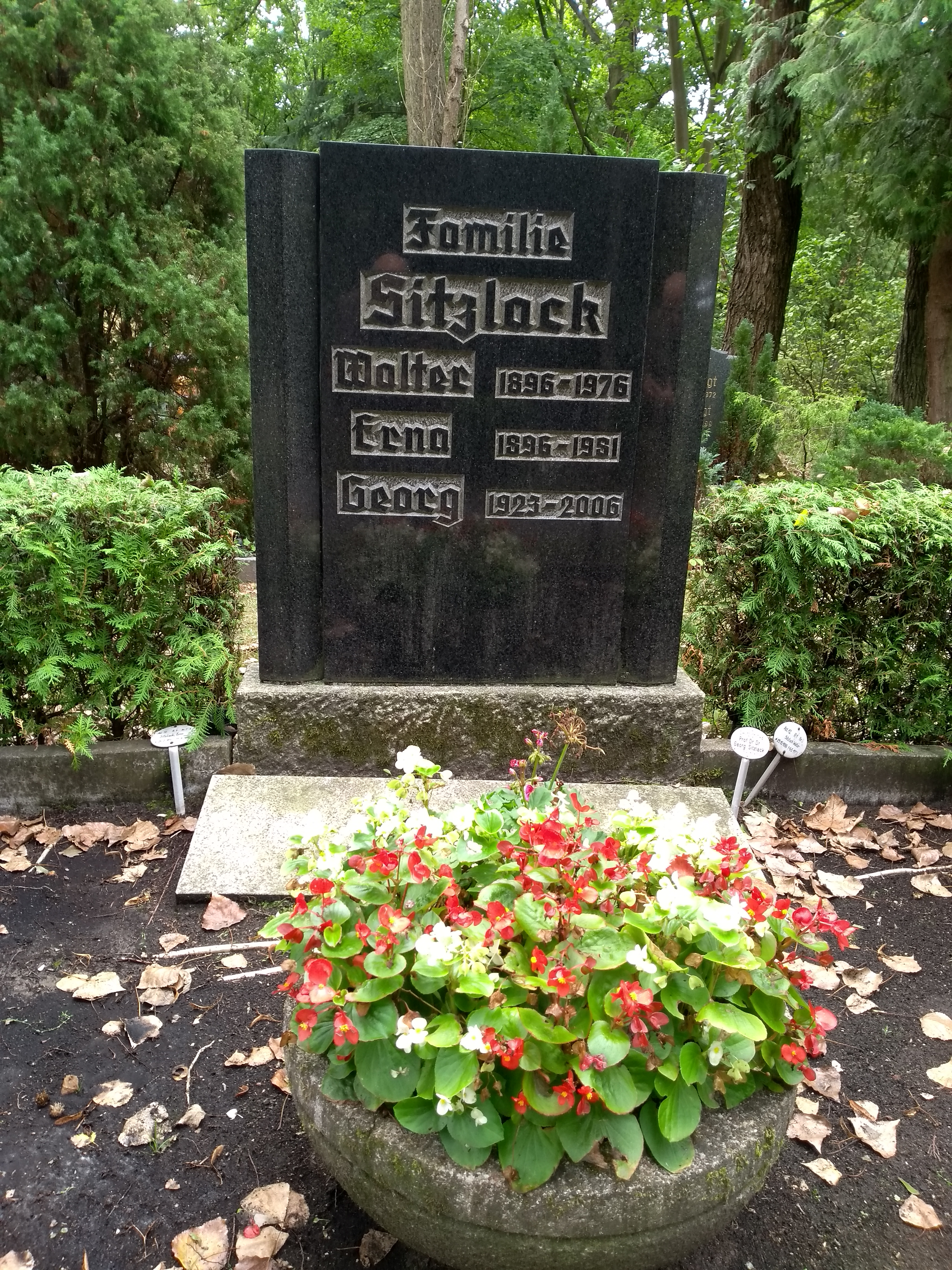
Grab in Berlin-Karlshorst

Mit Wirkung vom 1. August 1962 wurde beim Ministerrat die Staatliche Zentrale für Strahlenschutz gebildet und Georg Sitzlack als deren Leiter bestätigt. Aus dieser Einrichtung entstand im August 1973 auf Beschluss des Ministerrates der DDR das Staatliche Amt für Atomsicherheit und Strahlenschutz (SAAS), dessen Präsident er wurde.
Er vertrat die DDR bei Tagungen der Generalkonferenz der Internationalen Atomenergie-Organisation in Wien und im Gouverneursrat. Zuletzt war er von 1988 bis 1989 stellvertretender Vorsitzender des Gouverneursrates.
Einer breiten Öffentlichkeit in der DDR wurde er 1986 nach der Nuklearkatastrophe von Tschernobyl bekannt, als er regelmäßig die in der Tagespresse veröffentlichten Mitteilungen des SAAS zeichnete und Interviews gab. Am 20. Februar 1990 erfolgte seine Abberufung als Staatssekretär und Präsident des Staatlichen Amtes auf Grund ärztlicher Empfehlung durch die Regierung Modrow. Anschließend ging Sitzlack in den Ruhestand.
Er ist Autor mehrerer Schriften über den Strahlenschutz in der DDR. Anfang der 1970er Jahre wurde er zum Professor an der Humboldt-Universität zu Berlin ernannt. 1984 wurde er Ehrendoktor der Technischen Universität Dresden.
1973 erhielt er den Vaterländischen Verdienstorden in Silber, 1982 in Gold, 1983 den Titel Held der Arbeit und 1988 die Ehrenspange zum Vaterländischen Verdienstorden in Gold.
Er wurde auf dem Karlshorster und Neuen Friedrichsfelder Friedhof in Berlin-Karlshorst bestattet.